# Georg Simbruner
Georg Simbruner (* 3. August 1945 in Grieskirchen, Oberösterreich) ist ein österreichischer Arzt und emeritierter Universitätsprofessor im Fachbereich Kinderheilkunde, Spezialgebiet Neonatologie.

## Leben
Nach Abschluss der Matura in Ried im Innkreis 1963 begann Georg Simbruner sein Medizinstudium an der Universität Wien. Im Anschluss an seine Promotion 1970 ging Simbruner an die University of Stellenbosch in Südafrika, um in der Abteilung für Pädiatrie des Universitätskrankenhauses als Assistenzarzt zu arbeiten. 1973 übersiedelte Simbruner nach Wien, wo er eine Stelle als Assistenzarzt an der Universitäts-Kinderklinik antrat. 1980 folgte die Spezialisierung als Facharzt für Pädiatrie, 1988 die Habilitation zum Universitätsdozenten.
1993 wurde Georg Simbruner als Professor für Pädiatrie/Neonatologie an die Ludwig-Maximilians-Universität München und 2002 an die Klinik für Neonatologie an der Medizinischen Universität Innsbruck berufen. Ab Juli 2006 war Simbruner geschäftsführender Direktor der Universitäts-Kinderklinik Innsbruck. Forschungsgebiete waren Lungenmechanik und mechanische Beatmung von Neugeborenen und Hypothermie-Behandlung für asphyktische Neugeborene mit einer hypoxisch-ischämischen Enzephalopathie. Simbruner war der Projektleiter der großen europäischen Multi-Center Studie "neo.nEURO.network RCT" über "Systemic Hypothermia after Neonatal Encephalopathy". Georg Simbruner ist außerdem Gründer und Vorsitzender von IPIOKRaTES, einer internationalen Stiftung für die Fortbildung von Ärzten, sowie Gründer und war der erste Präsident der Vereinigung der europäischen neo- und perinatologischen Gesellschaften UENPS (Union of European Neonatal- and Perinatal Societies).
Nach der Emeritierung von der Medizinischen Universität Innsbruck im März 2009 begann Georg Simbruner sein Studium der katholischen Fachtheologie an der Universität Innsbruck und Wien. Seit 2012 im Doktoratsstudium Advanced Theological Studies/Religionspädagogik (Dissertationsgebiet Katholische Theologie) und Abschluss mit der Dissertation "Der Anfang des menschlichen Daseins. Biologisch-medizinische Beiträge zu einer philosophisch-theologischen Anthropologie der Pränatal-, Peri- und unmittelbare Postnatalzeit" mit Promotion zum PhD in Theologie, Universität Wien am 29. Juni 2016. Seine Schwerpunkte sind anthropologische Themen, Fortpflanzungsmedizin und Epigenetik. Georg Simbruner ist Initiator der seit Januar 2014 laufenden Vorlesungsreihe "Religionen im Krankenhaus" mit Audio-Dokumentation, abrufbar bei YouTube zu folgenden Themen: 1.) Kernthemen der Philosophie und Theologie [2020], 2.) Bedeutende Frauen in Theologie und Philosophie [2021], 3.) Erkennen, Wissen und Glauben und Sexualität und Religionen [2023]. Seit November 2014 ist er außerdem stv. Vorsitzender des Katholischen Akademikerverbandes Österreichs (KAVÖ).
Die Doktorarbeit „Der Anfang des menschlichen Daseins und die Grundlegung des Menschen“ ist auf Deutsch, Englisch, Französisch, Spanisch im SVH Verlag erschienen und bei Amazon erhältlich. 
Georg Simbruner ist Vater von sechs Kindern und Großvater von fünfzehn Enkelkindern und lebt in Wien.

## Auszeichnungen, Professuren und Mitgliedschaften
Auszeichnungen
- „Neonatal Education Award“ der American Academy of Pediatrics, 2010
- Humboldt Research Award, Südafrika, 1999
- Clemens von Pirquet-Preis der Österreichischen Gesellschaft für Pädiatrie, 1986
- Wolfgang Denk -Preis der Österreichisch-Deutschen Gesellschaft für Hämatologie und Onkologie, 1985
- Fulbright-Stipendium in San Francisco, 1977/78
- Ehrenmitgliedschaft in der American Pediatric Society
- Ehrenmitglied der South African Pediatric Association
- Ehrenmitglied der Polish Neonatal Society
- Ehrenmitglied der Slovakian Neonatal Society

Mitgliedschaften
- Mitglied des Gesundheitskomitees für Pädiatrie der Österreichischen Bundesregierung
- Mitglied der European Society of Intensive Care Medicine (ESICM)
- Mitglied der European Society of Pediatric and Neonatal Intensive Care (ESPNIC), nationaler Repräsentant von 1990 bis 1994
- Mitglied der Europäischen Gesellschaft für Pädiatrische Forschung

Ehrenprofessuren
- Ehrenprofessur an der Zhengzhou-Universität, Henan, China
- Ehrenprofessur der Universität Belgrad, Serbien

Gastprofessuren
- Distinguierter Gastprofessor an der Harvard Medical School, Childrens Hospital Boston, USA
- Gastprofessor an der Johns Hopkins University, USA
- Gastprofessor an der University of Orange Free State, Südafrika
- Gastprofessor an der University of Stellenbosch, Südafrika
- Gastprofessor an der Jiaotong-Universität Shanghai, China
- Gastprofessor an der King Abdulaziz University Riyadh, Saudi-Arabien

## Schriften (Auswahl)
Simbruner verfasste neben vier Monographien über 100 Originalbeiträge und Editorials, aufgelistet in PubMed.
- Thermodynamic models for diagnostic purposes in the newborn and fetus, Wien : Facultas-Verlag, 1983
- Zwillinge – Glückskinder? Sorgenkinder? Deuticke 1988, ISBN 3-215-06410-3.
- Das Kind: Ein natürlicher Dissident; unsere Zukunft. Herausgeber: Georg Simbruner. Leykam 1991, ISBN 3-7011-7246-3.
- Neonatologie: ein Kompendium für Ärzte und Pflegepersonal. Wiss. Verl.-Ges. 1995, ISBN 3-8047-1370-X (Neonatológia, Budapest : Golden Book K., 1998).
- Der Anfang des menschlichen Daseins und die Grundlegung des Menschen. Südwestdeutscher Verlag für Hochschulschriften, 2016, ISBN 978-3-8381-5272-1.